# دنیل وین سرمن
دنیل وین سرمن (انگلیسی: Daniel Wayne Sermon؛ زادهٔ ۱۵ ژوئن ۱۹۸۴) یک موسیقی‌دان اهل ایالات متحده آمریکا است. وی از سال ۲۰۰۹ میلادی تاکنون مشغول فعالیت بوده و در حال حاضر گیتاریست گروه آلترناتیو راک ایمجین دراگونز است.